# Potamorrhaphis petersi
Potamorrhaphis petersi is een straalvinnige vissensoort uit de familie van de gepen (Belonidae). De wetenschappelijke naam van de soort is voor het eerst geldig gepubliceerd in 1974 door Bruce B. Collette. De soort komt voor in het stroomgebied van de boven-Orinoco in Venezuela en Colombia en van de boven-Rio Negro in Brazilië. De soort is genoemd naar de Amerikaanse herpetoloog James A. Peters (1922-1972).